# Кікі Ді
Полін Метьюз (англ. Pauline Matthews, нар. 6 березня 1947), більш відома під своїм сценічним псевдонімом Кікі Ді, — англійська поп-співачка. Відома своїм «блакитнооким соул», вона була першою співачкою з Великобританії, яка підписала контракт з Motown Tamla Records.
Ді найбільш відома своїм хітом 1973 року «Amoureuse», її хітом 1974 року «I've Got the Music in Me» і «Don't Go Breaking My Heart», її дуетом 1976 року з Елтоном Джоном, який став номером 1 у UK Singles Chart і US Billboard Hot 100. Її сингл 1981 року «Star» став головною піснею для шоу талантів Opportunity Knocks, яке було відновлено BBC у 1987 році. У 1993 році вона виконала ще один дует з Елтоном Джоном для його альбому Duets, кавер-версії пісні Коула Портера «True Love», яка досягла другого місця у Великобританії. За свою кар'єру вона випустила 40 синглів, три мініальбоми та 12 альбомів.